# 嘉義縣立竹崎高級中學
嘉義縣立竹崎高級中學（英語：Chiayi County Jhuci Senior High School），又稱竹崎高中、竹高，位於臺灣嘉義縣竹崎鄉，成立於1957年，於2005年改制為完全中學。

## 校史
1955年7月成立「嘉義縣立嘉義中學竹崎分部」，1957年該校創立，原名為「嘉義縣立竹崎初級中學」，1968年政府實施九年國民義務教育，因而改制為「嘉義縣立竹崎國民中學」。1971年8月奉臺灣省政府令，自60學年度起附設昇平分部於竹崎鄉內埔村。1972年昇平分部獨立，改名為嘉義縣立昇平國民中學。 2005年該校轉型為包含高中部的完全中學。

## 班級類別
國中部有普通班、體育班及美術班。高中部有普通班、體育班、美術班、AI科技班以及國樂班。

## 竹崎高中樂旗隊
成立於2001年，為成員約50人以上之室外管樂隊。

## 外部連結
- （繁體中文）竹崎高級中學（页面存档备份，存于）